# Ayllu
L'ayllu (in lingua quechua, ayllu) era un'unità politica, sociale, commerciale e religiosa della civiltà inca e di quella preincaica. Si trattava di un gruppo familiare esteso che vantava una comune discendenza da un antenato: una mummia o mallquis. Ogni ayllu venerava il proprio huaca (fenomeno ritenuto sacro) costituito solitamente da un oggetto fisico come una montagna o una roccia. A capo dell'ayllu vi erano solitamente due kuraka o metà, un maschio e una femmina a rappresentare l'uguaglianza e la complementarità tra i due sessi. Gli ayllu erano unità autosufficienti in grado di istruire i giovani, coltivare la terra e ottenere guadagno tramite il commercio. Solo nei casi in cui si verificavano gravi calamità naturali, potevano approvvigionarsi tramite il sistema di immagazzinaggio delle derrate dell'impero Inca.

## Ayllos custodi
Gli Ayllos custodi (Ayllos Custodios) erano i gruppi fondatori della etnia Inca, ossia le famiglie dinastiche in cui si divideva, secondo un'antica tradizione, la popolazione Inca originaria.
La loro composizione è legata alla leggenda stessa dell'origine degli Inca e di colui che la mitologia incaica rappresenta come il capostipite: Manco Cápac.
Secondo Sarmiento de Gamboa che ha raccolto tali racconti nella sua “Historia indica”, gli Inca sarebbero venuti alla luce uscendo da un colle, Tambotoco (letteralmente casa delle finestre) situato in un luogo detto Pacaritambo (casa di produzione). In questo colle vi sarebbero state tre finestre o aperture. Dalla centrale detta Capac-toco (finestra ricca) che sarebbe stata ornata d'oro, sarebbero usciti i progenitori dei sovrani inca. Dalle altre, Maras-toco e Sutic-toco sarebbero sorti rispettivamente i Maras e i Tambos. Da questi ultimi si sarebbero formati gli ayllos che avrebbero, in seguito, costituito la popolazione inca. 
Sarmiento riporta i nomi delle dieci tribù originarie.
- Cinque avrebbero fatto parte della metà Hanan e i loro nomi sarebbero stati: Chauin Cuzco Ayllo, Arayraca Ayllo Cuzco-Callan, Tarpuntay Ayllo, Guacaytaqui Ayllo, e Señoc Ayllo.
- La parte Hurin avrebbe avuto anch'essa cinque Ayllos: Sutic-toco Ayllo, Maras Ayllo, Cuycusa Ayllo, Masca Ayllo e Oro Ayllo.

La funzione di queste famiglie allargate sarebbe stata quella di salvaguardare l'integrità della dinastia e dello stato e, a tal fine, avrebbero esercitato un'opera di vera e propria guardia armata del sovrano costituendo una specie di allargata guardia del corpo.
In occasione della consacrazione del nuovo Qhapaq Inca (imperatore), i rappresentanti degli Ayllos custodi avrebbero esercitato, unitamente alle Panaca imperiali, anche una funzione di approvazione della scelta del sovrano, accettandone o meno la nomina, durante una specie di assemblea collettiva.